# Aqua Alsietina
Die Aqua Alsietina, auch Aqua Augusta, war eine antike römische Wasserleitung (Aquädukt) zur Versorgung der Stadt Rom.

## Geschichte
Sie wurde unter Kaiser Augustus im Jahre 2 v. Chr. erbaut. Das Wasser aus dem Lacus Alsietinus, einem Kratersee, hatte keine Trinkwasserqualität. Es wurde von Kaiser Augustus hauptsächlich zum Fluten der ebenfalls 2 v. Chr. am Gianicolo errichteten Naumachia benutzt, einer Arena, in der Seeschlachten mit echten Schiffen dargestellt werden konnten. Der Wasserüberschuss konnte zur Bewässerung der außerhalb der Stadt gelegenen Gärten genutzt werden. Wenn bei dringenden Reparaturarbeiten in Notfällen die normale Wasserversorgung durch die anderen Aquädukte über die Tiberbrücken hinweg nicht möglich war, wurde auch die Aqua Alsietina zur Versorgung der öffentlichen Brunnen herangezogen. Die Situation verbesserte sich erst mit der Errichtung der Aqua Traiana, einer unter Kaiser Trajan 109 n. Chr. errichteten Trinkwasserleitung, welche Transtiberim, den auf dem rechten Ufer des Tibers gelegenen Stadtteil Roms, direkt erschloss.

## Wasserführung
Die Wasserversorgung wurde über den Lacus Alsietinus (heute Lago di Martignano), einem kleinen See im antiken Etrurien, direkt neben dem Lago di Bracciano nordnordwestlich von Rom, sichergestellt. Die Wasserleitung reichte bis in den heutigen römischen Stadtteil Trastevere (von lat. trans Tiberim = jenseits des Tiber) und verlief über den Hügel Ianiculum (heute Monte Gianicolo). Die Aqua Alsietina verlief größtenteils unterirdisch und lediglich über eine Länge von 500 Metern auf einer Bogenkonstruktion. Ihre Gesamtlänge betrug knapp 33 km, ihr Durchfluss knapp 16.000 Kubikmeter pro Tag.